# Karátoula (Élide)
Karátoula, en grec moderne : Καράτουλα, est un village du dème de Pýrgos, district régional d’Élide, en Grèce-Occidentale.
Selon le recensement de 2011, la population du village s'élève à 686 habitants.